# Стефанув (Томашовський повіт)
Стефанув (пол. Stefanów) — село в Польщі, у гміні Рокіцини Томашовського повіту Лодзинського воєводства.
Населення — 96 осіб (2011).
У 1975-1998 роках село належало до Пйотрковського воєводства.

## Демографія
Демографічна структура станом на 31 березня 2011 року:
|          | Загалом | Допрацездатний вік | Працездатний вік | Постпрацездатний вік |
| -------- | ------- | ------------------ | ---------------- | -------------------- |
| Чоловіки | 48      | 15                 | 27               | 6                    |
| Жінки    | 48      | 8                  | 29               | 11                   |
| Разом    | 96      | 23                 | 56               | 17                   |